# Blackbolbus frontalis
Blackbolbus frontalis är en skalbaggsart som beskrevs av Guérin-Méneville 1829. Blackbolbus frontalis ingår i släktet Blackbolbus och familjen Bolboceratidae. Inga underarter finns listade.